# Szeriekinskij
Szeriekinskij (ros. Шерекинский) – osiedle typu wiejskiego w zachodniej Rosji, w sielsowiecie marickim rejonu lgowskiego w obwodzie kurskim.

## Geografia
Miejscowość położona jest 2 km od centrum administracyjnego sielsowietu (Marica), 9 km na północ od centrum administracyjnego rejonu (Lgow), 63,5 km na zachód od Kurska, 12 km od drogi regionalnego znaczenia 38K-017 (Kursk – Lgow – Rylsk – granica z Ukrainą) – część trasy europejskiej E38.
W osiedlu znajduje się 17 posesji.
Klimat
Miejscowość, jak i cały rejon, znajduje się w strefie klimatu kontynentalnego z łagodnym ciepłym latem i równomiernie rozłożonymi opadami rocznymi (Dfb w klasyfikacji klimatów Köppena).

## Demografia
W 2010 r. osiedle zamieszkiwało 125 osób.